# Cratere Kyela
Kyela è un cratere sulla superficie di Marte.